# Feel Ghood Music
Feel Ghood Music (hangul: 필굿뮤직) é uma gravadora e agência de entretenimento sul-coreana fundada por Tiger JK em 2013.

## História
Originalmente criada em julho de 2013 pelo grupo MFBTY para abrigar seus membros (Tiger JK, Yoon Mi-rae e Blizzy), a empresa foi nomeada em homenagem ao oitavo álbum de estúdio de Tiger JK, Feel gHood Muzik: The 8th Wonder.
Com o passar do tempo, a Feel Ghood Music contratou outros artistas, como Junoflo, Bibi, Black Nine, e MRSHLL, focando na criação de uma atmosfera detrabalho saudável e na expressão artística de seus funcionários.

## Artistas

### Grupos
- MFBTY
- Drunken Tiger

### Solistas
- Tiger JK
- Bizzy
- Yoon Mi-rae
- Junoflo (2016-2019)
- Ann One
- MRSHLL
- Black Nine
- Bibi

## Discografia
| Ano  | Título                                                | Tipo       | Artista  |
| ---- | ----------------------------------------------------- | ---------- | -------- |
| 2013 | The Cure (as Drunken Tiger feat. Yoon Mi-rae & Bizzy) | Álbum      | MFBTY    |
| 2015 | WondaLand                                             | Álbum      | MFBTY    |
| 2015 | Progression                                           | EP         | Junoflo  |
| 2015 | 이런건가요 (I Know)                                   | Mini álbum | Tiger JK |
| 2018 | Drunken Tiger X: Rebirth of Tiger JK                  | Álbum      | Tiger JK |
| 2018 | Breathe                                               | EP         | MRSHLL   |
| 2018 | Only Human                                            | EP         | Junoflo  |
| 2019 | STATUES                                               | Álbum      | Junoflo  |